# 스타디오 이스 아레나스
스타디오 코무날레 이스 아레나스(Stadio Comunale Is Arenas)는 이탈리아 사르데냐의 콰르투산텔레나에 위치한 스포츠 시설이다. 이곳은 주로 축구경기로 사용되며 세리에 A 2012-13 시즌에 세리에 A의 클럽 칼리아리 칼초의 홈경기장으로 사용되었다.
이 경기장은 최근의 칼리아리가 새 시즌을 맞아서 세리에 A 리그 기준에 따르기 위해서 기존의 홈경기장인 스타디오 산텔리아에서 옮기며 개조되었다.

## 역사

### 기원
대부분의 이탈리아 경기장처럼 이곳도 지역 의회 소유이고 콰르투산텔레나 시 소유다. 1980년대에 콰르투산텔레나의 지역 팀인 산텔레나가 세리에 C2에서 홈경기장으로 사용했었다.

### 개조
2012년에 칼리아리는 스타디오 산텔리아가 사용하지 못함에 따라 경기장을 이전해야 했다. 이 경기장은 콘크리트로된 단순한 피치였다. 이것을 확장시켰고 지금은 16,200 좌석이 확보되었다.개조작업 비용으로 120만 유로와 5개월의 소요시간을 계획했다. 개조후에 11대의 스카이 박스가 있으며 HD 스크린과 최신 카페를 갖추고 있다.

## 구조
경기장의 4분의 3은 강관으로된 임시 좌석으로 구성되어 있다. 주 좌석은 금속으로 된 조립식으로 이루어져있으며 지붕이 있다. 1400 럭스가 넘는 빛이 나오는 조명탑이 5개가 있다. 경기장은 우산잔디와 씨소어 파스팔름 잔디를 접목한 천연잔디로 되어있고 온도는 25 °C 로 되어있다.